# Orange Armenia
Orange Армения — телекоммуникационная компания, один из ведущих мировых телекоммуникационных операторов, оператор сотовой связи, а также интернет-провайдер, в Армении с 2009 по 2016 год. Компания оказывала услуги сотовой связи, широкополосного доступа в интернет и мобильного телевидения. С начала 2013 года Orange Armenia предоставляла также и услуги фиксированной телефонной связи. Была первым мобильным оператором в Армении, запустившей технологию HD Voice в своей сети. Сеть покрывала 95 % территории Армении. В июле 2012 года имела 640 тыс. активных абонентов. С основания армянского подразделения Orange генеральным директором компании являлся Бруно Дютуа, которого 3 сентября 2012 года заменил Франсис Желибтер.
В 2013 году компания Ucom получила лицензию по использованию радиочастот 801—811 МГц и 842—852 МГц (сети 4G).
В 2015 году, по решению КРОУ 100 % акции Orange Armenia проданы армянской телекоммуникационной компании Ucom (Universal Communications).
Orange Armenia принадлежали 4 сетевых кода 41, 44, 55 и 95 (в международном формате +374 55 XXXXXX, +374 95 XXXXXX, +374 41 XXXXXX, +374 44 XXXXXX).